# قرية ده رضا (علي أباد كرمان)
قریة ده رضا (بالفارسية: روستای ده رضا) هي منطقة سكنية تقع في إيران في Aliabad Rural District. يقدر عدد سكانها بـ 1137 نسمة بحسب إحصاء 2016.